# Gabriel Schweder

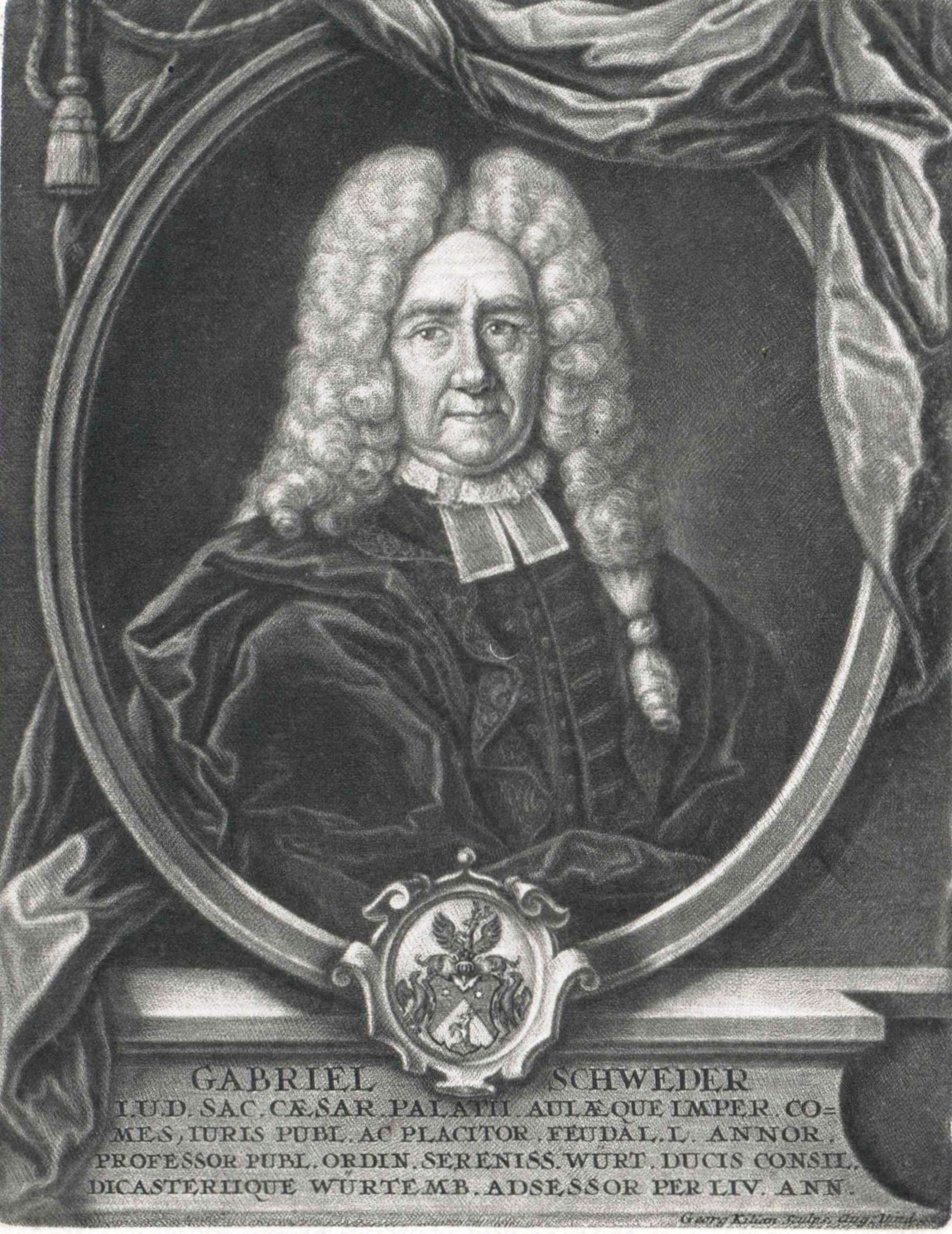
Gabriel Schweder auf einem Porträt von Georg Kilian (1683–1745)

Gabriel Schweder (* 18. Mai 1648 in Köslin in Hinterpommern; † 30. April 1735 in Tübingen) war ein deutscher Rechtsgelehrter.

## Leben
Er war ein Angehöriger der in den Niederlanden, in Dänemark und in Pommern verbreiteten Patrizierfamilie Schweder. Die Familie sollte ursprünglich aus Schottland stammen und adlig gewesen sein, doch ist dies nicht nachweisbar. In Köslin in Pommern ist die Familie seit etwa 1450 belegt; hier stellte sie auch Bürgermeister. Gabriel Schweders Vater war Kirchenprovisor in Köslin, seine Mutter hieß Catharina Cochen.
Er besuchte 1664/65 das Gymnasium Casimirianum in Coburg und studierte anschließend in Jena und in Tübingen Rechtswissenschaften. 1674 wurde er zum Doktor beider Rechte promoviert. 1677 wurde er herzoglich-württembergischer Rat und Beisitzer am Hofgericht zu Tübingen. 1681 wurde er an der Universität Tübingen zum ordentlichen Professor für Staats- und Lehnsrecht ernannt. 1703 erhielt er für ein Thesenpapier über die Ansprüche des Reichs auf das Herzogtum Mailand von Kaiser Leopold I. das Diplom eines Comes palatinus. Schweder war ein Vetter von Christoph Hermann von Schweder.

## Werke (Auswahl)
- Introductio  in jus publicum Imperii Romano-Germnanici novissimum. Tübingen 1681 (10 Auflagen bis 1733).
- Ius sacratissimi imperatoris et imperii in ducatum Mediolanensem. Tübingen 1702.